# تمام شب
«تمام شب» (انگلیسی: All Night) ترانه‌ای از آراِم و شوگا عضو گروه پسرانهٔ کره‌ای بی‌تی‌اس و رپر آمریکایی جوس ورلد است و در ۲۱ ژوئن ۲۰۱۹ منتشر شد. این ترانه، سومین تک‌آهنگ از دنیای بی‌تی‌اس: موسیقی متن اصلی است، و تهیه‌کنندگی آن بر عهدهٔ آراِم بوده‌است.

## فهرست قطعات
| دانلود دیجیتال | دانلود دیجیتال                                                      | دانلود دیجیتال |
| شماره          | نام                                                                 | مدت            |
| -------------- | ------------------------------------------------------------------- | -------------- |
| ۱.             | «تمام شب (دنیای بی‌تی‌اس: موسیقی متن اصلی) [پارت ۳]» (همراه جوس ورلد) | ۳:۳۶           |

## جدول‌ها
| جدول (۲۰۱۹)                                          | بالاترین موقعیت |
| ---------------------------------------------------- | --------------- |
| فرانسه (اس‌ان‌ئی‌پی)                                    | ۳۲              |
| دیجیتال بین‌المللی یونان (آی‌اف‌پی‌آی)                   | ۱۰۰             |
| ۱۳                                                   |                 |
| تک‌آهنگ‌های داغ نیوزیلند (آراِم‌ان‌زد)                    | ۱۷              |
| اسکاتلند (اوسی‌سی)                                    | ۴۷              |
| کره جنوبی (گائون)                                    | ۱۰۲             |
| تک‌آهنگ‌های دانلود بریتانیا (اوسی‌سی)                   | ۳۷              |
| تک‌آهنگ مستقل بریتانیا (اوسی‌سی)                       | ۴۰              |
| ۱۸                                                   |                 |
| ترانه‌های دیجیتال ایالات متحده آمریکا (بیلبورد)       | ۱۹              |
| ترانه‌های دیجیتال جهانی ایالات متحده آمریکا (بیلبورد) | ۱               |

## تاریخچهٔ انتشار
| منطقه | تاریخ        | قالب                  | ناشر           | منابع |
| ----- | ------------ | --------------------- | -------------- | ----- |
| مختلف | ۲۱ ژوئن ۲۰۱۹ | دانلود دیجیتال استریم | بیگ هیت تیک‌وان | [ ۳ ] |